# Klaudios Ptolemaios
Klaudios Ptolemaios (řecky Κλαύδιος Πτολεμαῖος), zkráceně jen Ptolemaios, latinsky Claudius Ptolemaeus, (asi 85 – asi 168, Alexandrie) byl antický matematik, astronom, astrolog a geograf, který žil a pracoval v egyptské Alexandrii. Proto je znám i jako Ptolemaios Alexandrijský. Nebyl příbuzný s egyptskou dynastií Ptolemaiovců.
V souladu s většinou svých současníků a velkých předchůdců byl Ptolemaios zastáncem geocentrické soustavy: Země je koule, kolem níž obíhá Slunce, Měsíc i planety po drahách složených z kruhových pohybů uvnitř sféry stálic o poloměru přibližně kolem 150 mil. km. Jeho spisy, které představovaly shrnutí starověké astronomie, astrologie a geografie, platily jako autoritativní zdroj až do novověku. Ještě Tycho Brahe (1546–1601) pracoval s jeho modelem, protože vykazoval lepší shodu s pozorováním, než výpočty podle heliocentrického modelu Koperníkova. Po Ptolemaiovi jsou pojmenovány krátery na Měsíci (Ptolemaeus) a na Marsu (Ptolemaeus).

## Dílo

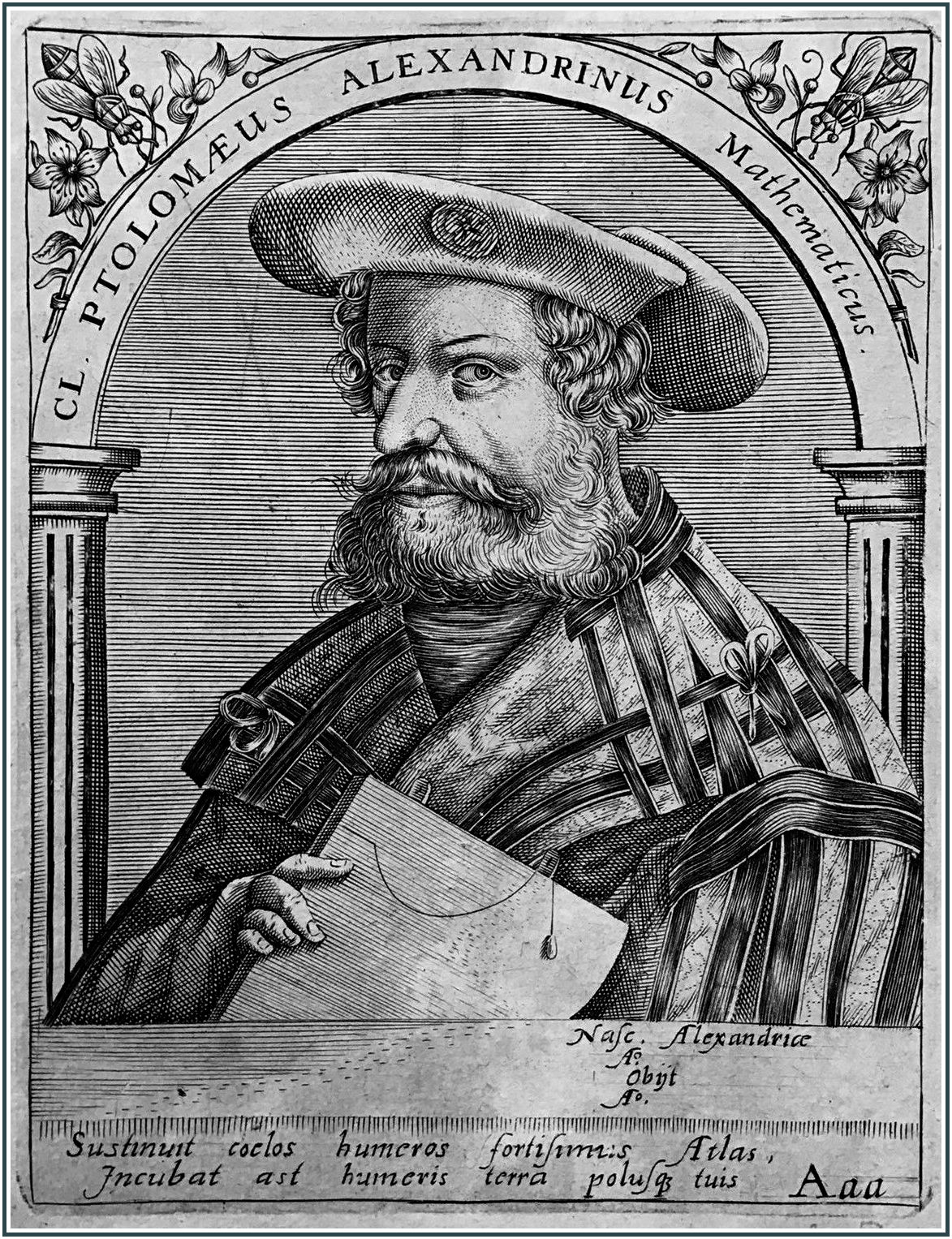
Klaudios Ptolemaios v dobovém pojetí na rytině titulní strany z německé knihy ze 16. století.

Jeho dílo mělo obrovský význam a bylo považováno za základ vědění po celý středověk ve všech třech jeho veledílech. Nástup moderní vědy pak znamenal kritické překonání jeho názorů a tvrzení.
- Matematická soustava, resp. Velká soustava (řecky Μαθηματικἠ Σύνταξις – Mathématiké syntaxis, resp. Syntaxis megale) – astronomický spis přibližně z roku 140. V 8. století byl z originálního řeckého znění přeložen do arabského jazyka, odkud byl ve středověku znám pod názvem Almagest[2]. Obsahuje tehdejšího astronomické poznání. Ptolemaiův matematický model sluneční soustavy byl považován za správný po patnáct století. Ptolemaios byl zastáncem geocentrického systému a odmítl heliocentrické myšlenky Aristarcha ze Samu a Seleuka ze Seleukie. V tomto modelu leží nehybná Zemi ve tvaru koule poblíž středu vesmíru, okolo něhož obíhají Slunce, Měsíc, planety a světová sféra s hvězdami.[5] Jeho katalog hvězd navázal na katalog Hipparchův a obsahuje údaje o 1025 hvězdách a 48 patrně tradičních souhvězdích z nejjasnějších viditelných hvězd. Mnohá z jeho souhvězdí se používají v moderní astronomii dodnes.
- Čtyři knihy o astrologii (Tetrabiblos) patří k základním dílům o astrologii helénského období. Podávají komplexní návod na sestavení a výklad horoskopu a jako klasické dílo astrologie je citováno a užíváno tradičními astrology od svého vzniku dodnes. Vztah postavení planet (makrokosmos) a pozemských dějů (mikrokosmos) chápe kauzalisticky a determinačně.
- Příruční tabulky se dochovaly v překladu Theóna z Alexandrie, ale není vyjasněné, nakolik je při překládání pozměnil. Jde o tabulky pro výpočet pozic nebeských těles včetně návodu. Obsahuje též malý katalog 180 hvězd v blízkosti ekliptiky důležitých pro měření pozic planet, seznam zatmění a jiných jevů. Opakuje teorii precese vysvětlenou v Almagestu.[5]
- Planetární hypotézy se zabývají vzdáleností planet od Země. Model pohybu je jednodušší než v Almagestu. Vnitřní poloměr planetárních sfér vychází v poloměrech Země takto: Měsíc 33, Merkur 64, Venuše 166, Slunce 1160, Mars 1260, Jupiter 8820, Saturn 14 187, vnější okraj sféry Saturnu 19 865. Rozměry ve sluneční soustavě vnímal jen cca o jeden řád menší než my, kolem 150 mil. km.[5]
- Optika se zachovala jen částečně ve špatném arabském překladu a následném překladu do latiny.[5]
- Návod ke geografii (Geografike hyfegesis) – návod k sestavování map pomocí astronomicky stanovených souřadnic. Originál díla v řečtině se nedochoval, pouze arabský překlad. Nejstarší řecké opisy pocházejí z 12./13. století.
- Harmonie je muzikologické dílo, které inspirovalo i Jana Keplera

## Návod ke geografii

### Význam

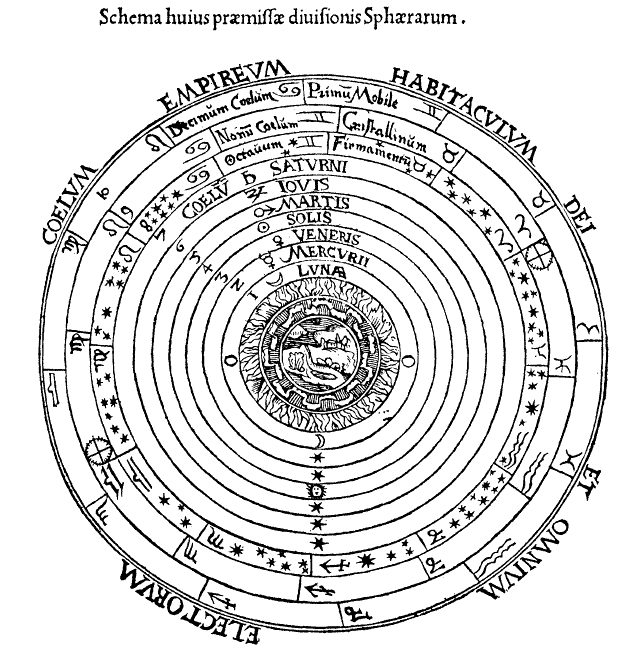
Renesanční schéma geocentrických sfér. 43 sfér ptolemaiovského kosmu připomíná jen po radikálním zjednodušení.

Ptolemaiova práce a Návod zvláště bývají nezřídka označovány za vrchol antické geografie. To by odpovídalo skutečnosti, pokud bychom pod geografií chápali jen určování souřadnic lokalit a jejich zakreslování na mapě. Ptolemaia vcelku nezajímala fyzikální vysvětlení geografických jevů.
Alexander von Humboldt (1769–1859) charakterizoval Návod ke geografii jako „dílo spíše matematické, téměř bez fyzickogeografických názorů, zpracované suchou tabelární formou“.

### Ptolemaiova představa světa

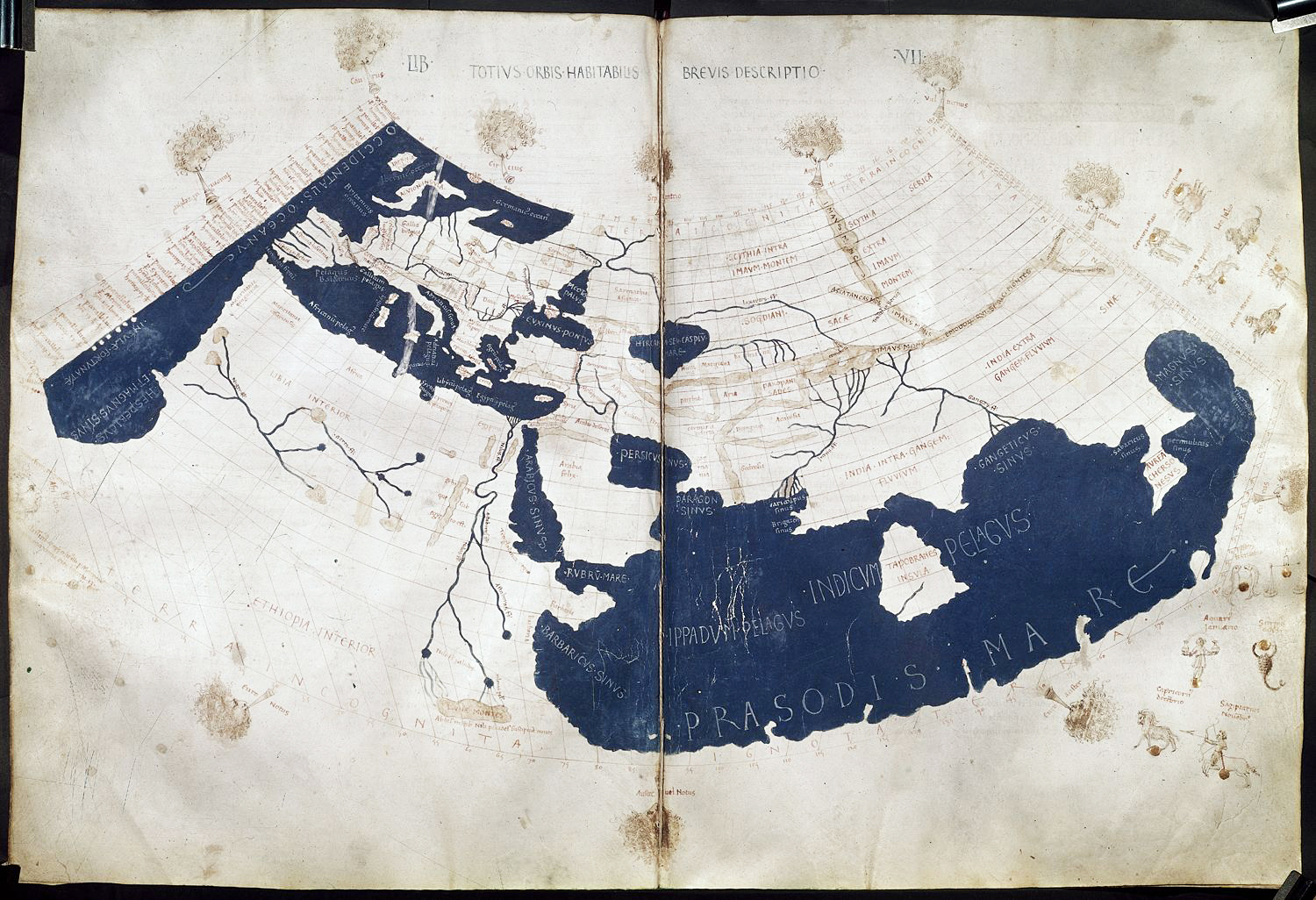
Ptolemaiova mapa světa (asi 150 n. l., Geographia).

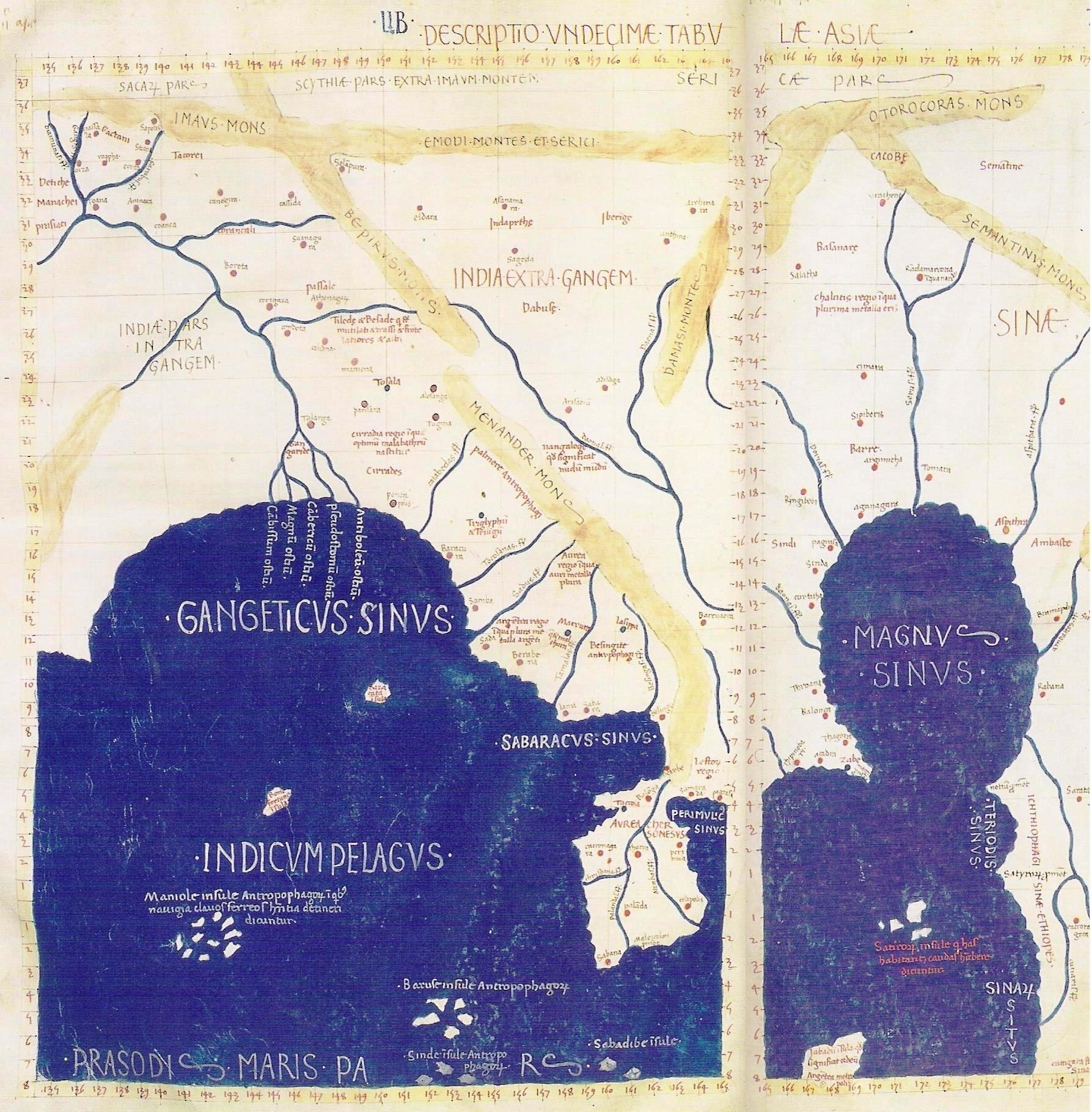
Detail Ptolemaiovy mapy světa.

Zatímco Strabón přebíral délku zemského obvodu od Eratosthena (252 000 stadií), Marinos i Ptolemaios vycházeli z Poseidóniova údaje (180 000 stadií). I když připustíme, že Ptolemaios používal tehdejší stadia (210 metrů), byly jím stanovené rozměry Země výrazně podhodnoceny. Pravděpodobnější však je, že pracoval s obyčejným (attickým) stadiem (177,6 metrů). Pak by ale délka zemského obvodu činila podle jeho propočtu pouhých 33 000 km. Tento předpoklad potvrzuje okolnost, že na Ptolemaiově mapě se vzdálenosti k severu a k jihu od rovnoběžky, která prochází ostrovem Rhodos, postupně roztahují ve vztahu k poledníkům.
Například Bretaň se u Ptolemaia objevuje na 50° severní šířky (místo na 48°), Velká Británie a Irsko přesahují za 60°. K jihu od Středozemního moře jsou hodnoty šířek neúměrně nízké – pobřeží Somálska leží na 5° (ve skutečnosti však na 11°) s.š.
Ptolemaios zřejmě i výrazně podcenil délku 1° oblouku velkého obvodu (500 stadií). Ještě výrazněji to platí o délkách – například Středozemní moře měří podle něho 24 800 stadií (4 400 km) – ve skutečnosti však jen 3 900 km.

### Ptolemaios a geografie
Geografie je podle Ptolemaia „lineárním zobrazením veškeré nyní známé Země, se vším, co se na ní nachází“. S pomocí matematiky umožňuje „přehlédnout celou Zemi na jediném obraze podobným způsobem, jakým můžeme pozorovat otáčející se nebeskou báň nad svou hlavou“, ale pouze v hrubých rysech.
Ptolemaios rozlišuje geografii a chorografii. V současné terminologii obecnou geografii spojenou s kartografií a regionální geografií, která, zabývajíc se jednotlivými krajinami, studuje každou z nich zvlášť a uvádí ve svých popisech takové podrobnosti, jako například přístavy, vesnice, okresy, přítoky hlavních řek apod. Obsah jeho díla Návod ke geografii plně odpovídá těmto jeho představám. Strabónova Geografika by se podle Ptolemaia měla nazývat „Chorografika“.
Ptolemaiova geografie bývá často chápána jako počátek obecné geografie či obecné zeměvědy. Jeho práce byla biblí pro geografy období renesance a pro věk zámořských objevů.
Klaudios Ptolemaios je autorem Ptolemaiova zobrazení.

Ptolemaiova věta

## Ptolemaiova věta
Ptolemaiovi se také připisuje matematická věta, podle které v tětivovém čtyřúhelníku (tj. vepsaném do kružnice) platí:
{\displaystyle |AC|\cdot |BD|=|AB|\cdot |CD|+|AD|\cdot |BC|,}
kde |AC| a |BD| jsou délky úhlopříček a |AB|, |CD|, respektive |AD| a |BC| délky protilehlých stran.